# Robert Pfeiffer
Robert Pfeiffer (* 2. November 1925 in München; † 9. September 2017 in Neusäß) war ein deutscher Regisseur sowie Theater- und Filmschauspieler.

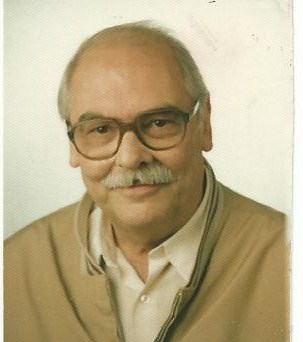
Robert Pfeiffer (2012)

## Leben und Wirken
Pfeiffer besuchte die Oberrealschule III an der Klenzestraße in München. Zu seinen Klassenkameraden gehörten der spätere Buch-, Film- und Fernsehautor Leopold Ahlsen und der spätere Theaterkritiker Carl Schumann. Der Fünfzehnjährige wurde Statist und Kleindarsteller am Bayerischen Staatstheater (Prinzregententheater und altes Residenztheater) unter dem Intendanten Alexander Golling. Mit siebzehn Jahren legte er die Eignungsprüfung für Schauspiel vor der Reichstheaterkammer erfolgreich ab. Es folgten die mittlere Reife und im Mai 1943 der Reichsarbeitsdienst, anschließend Ausbildung und Kriegseinsatz bei der Fallschirm-Panzer-Division 1 Hermann Göring. Im August 1945 wurde er aus englischer Kriegsgefangenschaft entlassen. Sein Vater (Schwerkriegsbeschädigter des Ersten Weltkrieges), der Anfang 1945 wegen Wehrkraftzersetzung angeklagt worden war, wurde von den amerikanischen Truppen aus dem KZ Flossenbürg befreit und verstarb kurz danach an den Folgen der in der Nazi-Zeit erlittenen Misshandlungen. Robert Pfeiffer war bis Mai 1947 Angestellter der Civil Censorship Division in München.
Nach dem Krieg hatte Pfeiffer Schauspielunterricht bei Lilly Ackermann sowie in der Abendschule der Bayerischen Bühnengewerkschaft unter der Leitung von Lisa Ney und besuchte Kurse an der Volkshochschule unter Franz Nowotny nach der Methode Stanislawski. Im August 1947 bekam er sein erstes Engagement als jugendlicher Held am Metropoltheater/Oberpfälzische Landesbühne Weiden. Mitte 1949 wurde er auf Grund der Schließung vieler Theater arbeitslos. Es gab kaum Aussicht auf eine günstige Wendung. Nach einer Teilnahme an den Weltfestspielen der Jugend und Studenten 1951 in Berlin bekam er ein Angebot an das Stadttheater Köthen, das er annahm. Damit begann eine fast 40-jährige Schauspielkarriere in der DDR. Es folgten Engagements in Nordhausen, Wismar, Zeitz, Meißen und am Landestheater Altenburg als 1. Spielleiter. 1960 wechselte er an die Städtischen Bühnen Erfurt.
Nach dem Bau der Berliner Mauer 1961 plante Pfeiffer seine Flucht aus der DDR, die allerdings misslang. Er wurde wegen Passvergehens (StEG.§21 Abs. 2 – Republikflucht) zu zwanzig Monaten Haft verurteilt. Seine Frau verurteilte man zu vierzehn Monaten und seine Schwester zu dreißig Monaten (nach §39 Abs. 1 und 2 StEG). Pfeiffer verbrachte die Gefängnisstrafe zum größten Teil in der Haftanstalt Bautzen II.
Nach seiner Entlassung auf Bewährung startete er den Neuanfang in Zwickau mit Regieverbot und Anfängergage. Zu seinem klassischen Repertoire gehörten Rollen wie Ferdinand, Karl Moor, Weislingen, Leicester, Tellheim, bis zu Faust und Othello. Hervorzuheben sind der Captain Plume in Bertolt Brechts Pauken und Trompeten, der Pechvogel in Alexander Ostrowskis Wald, Konrad in Der arme Konrad von Friedrich Wolf, die Rolle des Thomas Culmann in Lion Feuchtwangers Wahn oder Der Teufel in Boston sowie der Beaumarchais in Friedrich Wolfs Beaumarchais. Zur Auswahl vieler Inszenierungen gehört Nikolai Gogols Der Revisor, William Shakespeares Was ihr wollt, Günther Weisenborns Zwei Engel steigen aus und Berta Waterstradts Ehesache Lorenz.
1964 erreichte ihn ein Ruf an Hanns Anselm Pertens Volkstheater Rostock. Dort spielte er Hauptrollen der Klassik, nationaler und internationaler Gegenwartsdramatik sowie Ur- und DDR-Erstaufführungen. Bei der Uraufführung Das Glück der Konkubinen als Kommissar Ma lernte er den Schriftsteller Günther Weisenborn persönlich kennen.
Nach zehn Jahren in Rostock bat er um Vertragsauflösung. Das Schauspielhaus in Leipzig unter der Leitung von Karl Kayser war die nächste Station. Dort war er ein vielbeschäftigter Schauspieler mit anspruchsvollen Rollen. So spielte er unter anderem in der DDR-Erstaufführung des Zweipersonenstücks Altmodische Komödie von Alexei Arbusow 1976 den Arzt Rodion Nikolajewitsch. Seine Partnerin war Christa Gottschalk, DDR-Nationalpreisträgerin und Trägerin des Bundesverdienstkreuzes. 1975 unternahm er mit dem Leipziger Ensemble eine Tournee nach Italien. Gespielt wurde Antonio Buero Vallejos Traum der Vernunft. Zwischen 1976 und 1987 gab es Gastspiele in mehreren Städten der damaligen BRD mit Friedrich Schillers Wilhelm Tell und Die Räuber, unter anderem in Karlsruhe, Wiesbaden, Bochum und Dortmund.
Pfeiffer unterrichtete an der Staatlichen Schauspielschule Rostock, ebenso am Schauspielstudio der Theaterhochschule Leipzig. Die von ihm in Rostock während ihrer Studienzeit (1969 bis 1972) betreute Schauspielerin Christine Harbort spielte 1980 in Mephisto von István Szabó die Rolle der Lotte Lindenthal.
Die Frührente verhalf Pfeiffer dazu, im Mai 1988 die DDR zu verlassen.

## Hörspiele
Hörspiele am Sender Leipzig
- 1976: Tod einer Tänzerin (Direktor)
- 1976: Die Ausrottung der 2 Praktikanten (Ober)
- 1977: Hit des Monats (Davis)
- 1980: Der Goldmacher (österreichischer Offizier)
- 1980: Fingerlang (Oscar)
- 1980: Günter Spranger: Der Strick, an dem du hängen wirst (Viktor)  –  Regie: Klaus Zippel (Kriminalhörspiel – Rundfunk der DDR)
- 1981: Die verschwundene Lily (Erzähler)

## Filmografie
- 1964: Engel im Fegefeuer
- 1978: Ich zwing dich zu leben
- 1979: Lachtauben weinen nicht
- 1988: Mit Leib und Seele

Fernsehfilme im Ostseestudio Rostock
- 1965: Ein Ausgangstag
- 1965: Seeunfallsache Pazifik
- 1967: Asylrecht
- 1969: Der Fremde
- 1969: Als die Tiere noch sprachen
- 1971: Der schwarze Hund
- 1974: Die Hebamme

Fernsehtheater Halle/Saale
- Mögen sie Hecht (1975) Konrad

Fernsehtheateraufzeichnungen Leipzig
- Das Konzert zu St. Ovid (1979) Darsteller[3]
- Don Carlos (1979) Graf von Lerma
- Wilhelm Tell (1982) Walter Fürst[4][5]
- In der Sache Robert J. Oppenheimer (1987) Prof. Bethe[6]

## Theatrografie (Auswahl)
Städtische Bühnen Erfurt
- 1960: Chu Su-chen: 15 schnüre Geld („Der lackrote Löwe“, Hauptwächter des Statthalters) – Regie: Eugen Schaub
- 1960: Sophokles: Antigone (2. Halbchor) – Regie: Eugen Schaub (auf den Domstufen)
- 1960: Joachim Wichmann: Eine kleine Traumfabrik (Allan Kitt) – Regie: Eugen Schaub / Horst Ludwig
- 1960: Gerhard Fabian: Die Stärkeren (Steiger Wenkhaus) – Regie: Eugen Schaub
- 1961: William Shakespeare: Richard III. (Sir Richard Ratcliff) – Regie: Eugen Schaub
- 1961: William Shakespeare: Ende gut, alles gut (ein Kavalier) – Regie: Walter Niklaus
- 1961: Friedrich Schiller: Die Jungfrau von Orleans (Englischer Herold / Ritter Fastolf) – Regie: Eugen Schaub (auf den Domstufen)
- 1961: Gabriela Zapolska: Die kleine Kröte (Julian) – Regie: Horst Ludwig